# إيدسون أباريسيدو دا سوزا
إيدسون أباريسيدو دا سوزا (بالبرتغالية: Edson Aparecido de Souza‏) (29 نوفمبر 1962 في ساو باولو في البرازيل – )؛ هو لاعب كرة قدم سابق كان يلعب كلاعب وسط.

## وصلات خارجية
- إيدسون أباريسيدو دا سوزا على موقع رابطة كرة القدم اليابانية للمحترفين (اليابانية)
- إيدسون أباريسيدو دا سوزا على موقع عالم كرة القدم.نت (الإنجليزية)